# Parafia św. Andrzeja Apostoła w Poznaniu
Parafia pw. św. Andrzeja Apostoła w Poznaniu – rzymskokatolicka parafia w dekanacie Poznań-Starołęka obejmująca terytorialnie osiedle Spławie.

## Historia parafii
Duszpasterstwo wokół kościoła na Spławiu istniało już w XIII w. Parafie ponownie erygowano w 1752 roku. W 1959 roku oraz 1973 roku dokonano gruntownej przebudowy i renowacji kościoła.

## Proboszczowie po 1945 roku
- ks. Stefan Bratkowski (1945–1956)
- ks. Wacław Jesse (1956–1960)
- ks. Józef Pietras (1960–1992)
- ks. Marek Kaiser (1992–1997)
- ks. Ryszard Makowski (1997)
- ks. Tomasz Szukalski (1997–2008)
- ks. Maciej Jankowiak (2008–2014)
- ks. Waldemar Szkudlarek (od 2014)